# اکبرآباد (زرند)
اکبرآباد یک روستا در ایران است که در بخش مرکزی شهرستان زرند در استان کرمان واقع شده‌است. اکبرآباد ۵۳ نفر جمعیت دارد.

## جمعیت
این روستا در دهستان وحدت قرار دارد و براساس سرشماری مرکز آمار ایران در سال ۱۳۸۵، جمعیت آن ۵۳ نفر (۱۳ خانوار) بوده‌است.